# Ichijinsha
Ichijinsha (jap. 株式会社一迅社 Kabushiki-gaisha Ichijinsha) – japońska firma wydawnicza koncentrująca się na publikacjach związanych z mangą, włączając w to czasopisma i książki.

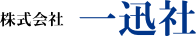
Logo używane do 2024 roku

Firma została założona w sierpniu 1992 roku jako spółka z ograniczoną odpowiedzialnością pod nazwą Studio DNA, a jej głównym celem było redagowanie shōnen mang. W styczniu 1998 roku Studio DNA stało się spółką publiczną i zajęło się działalnością wydawniczą. W grudniu 2001 roku powstało wydawnictwo o nawie Issaisha. W marcu 2005 roku Studio DNA i Issaisha połączyły się w jedną firmę Ichijinsha.
W październiku 2016 roku Ichijinsha została zakupiona przez wydawnictwo Kōdansha, stając się jego filią.

## Publikowane magazyny
- Febri (wcześniej jako Chara☆Mel)
- Gekkan Comic REX (2005–obecnie)
- Gekkan Comic Zero Sum (2002–obecnie)
  - Comic Zero Sum Zōkan Ward (2003–obecnie)
- Comic Yuri Hime (2005–obecnie)
  - Comic Yuri Hime S (2007–2010)
- Manga 4-koma Palette